# Karl Döve
Karl, kallad Karl Döve, jarl av Sverige. Stupad i strid 8 augusti 1220 under slaget vid Leal (nuvarande Lihula, Estland) tillsammans med sin brorson och namne, Linköpingsbiskopen Karl Magnusson. Karl Döve var son till Bengt Snivil och alltså bror till Magnus Minnesköld och Birger Brosa. 
Stampen till Karl Döves ryttarsigill är den äldsta bevarade sigillstampen i Sverige. Det är inte känt vilken vapenbild Karl förde. Hans ättlingar förde från och med sonsonen Ulf Karlsson en tillbakaseende ulv i vapnet och ätten kallas också därför numera  Ulv. 
Sonen Karl Karlsson förde däremot en vingad pilspets (ej hel pil).

## Barn
1. Ulf Fase Karlsson
2. Karl Karlsson (Ulv)